# Steven Wilson
Steven John Wilson (* 3. November 1967 in Kingston upon Thames, London) ist ein britischer Musiker. Wilson spielt diverse Instrumente und ist als erlernter Produzent, Tontechniker, Gitarrist und Keyboarder ausgewiesener Autodidakt.
Am besten bekannt als Gründer, Sänger, Gitarrist und Songwriter der Progressive-Rock-Band Porcupine Tree, deren Alben Deadwing (2005) und Fear of a Blank Planet (2007) vom Classic Rock Magazine zum jeweiligen Album des Jahres gekürt wurden, ist Wilson auch in vielen anderen Bands und Projekten involviert, die weit über die Genre-Grenzen des Progressive Rock hinausgehen. Unter anderem sind das Bass Communion (Ambient, Drone), Blackfield (Pop-Rock), No-Man (Art-Pop) sowie Incredible Expanding Mindfuck (Krautrock, oft abgekürzt zu I.E.M.). Außerdem pflegt er eine Solokarriere unter eigenem Namen. Das musikalische Schaffen von Wilson kann als Interstilistik mit progressiven Tendenzen verstanden werden.
Als Produzent und Remixer umfassen seine Referenzen unter anderem Opeth, Orphaned Land, Fish, Anja Garbarek, Marillion, King Crimson, Emerson Lake & Palmer, Jethro Tull, Tangerine Dream und Paatos. Sein eigenes Label Headphone Dust verlegt Kleinstauflagen von Tonträgern.

## Biografie

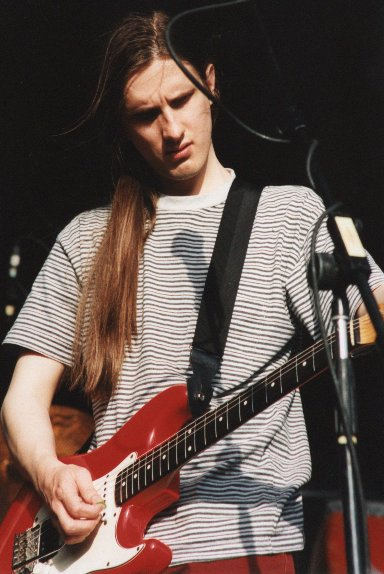
Wilson auf dem Strawberry Fayre in Cambridge (1997)

Bereits mit elf Jahren begann Wilson, eigene Musik zu komponieren. Nach und nach erweiterte er sein privates Studio No Man’s Land, lernte Gitarre und Keyboard und produzierte eine Reihe von Tapes. Zunächst war die Band No-Man mit Tim Bowness sein erfolgreichstes Projekt, für das er seinen ersten Plattenvertrag erhielt. Aus einer Laune heraus entstand Porcupine Tree, eigentlich ein Soloprojekt Wilsons, für das er eine Biografie erfand, die von verlorengegangenen Tapes einer legendären Band erzählt. Diese „wieder aufgefundenen“ Tapes fielen Richard Allen – damals bei Delerium Records – in die Hände, und Wilson bekam einen zweiten Plattenvertrag. Inzwischen ist Porcupine Tree seine weitaus erfolgreichste Band. Zwischen 2010 und 2021 pausierte sie allerdings, da sich Wilson seiner Solokarriere widmete.

## Soloarbeiten

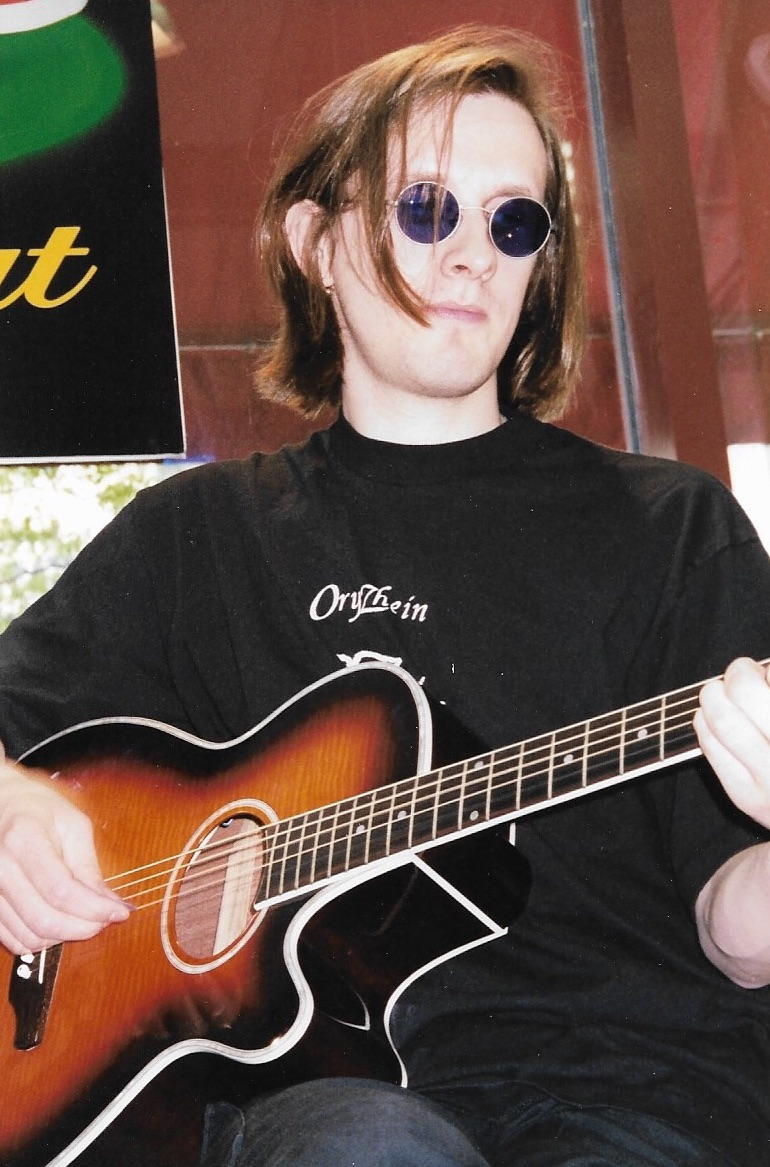
Steven Wilson (1999)

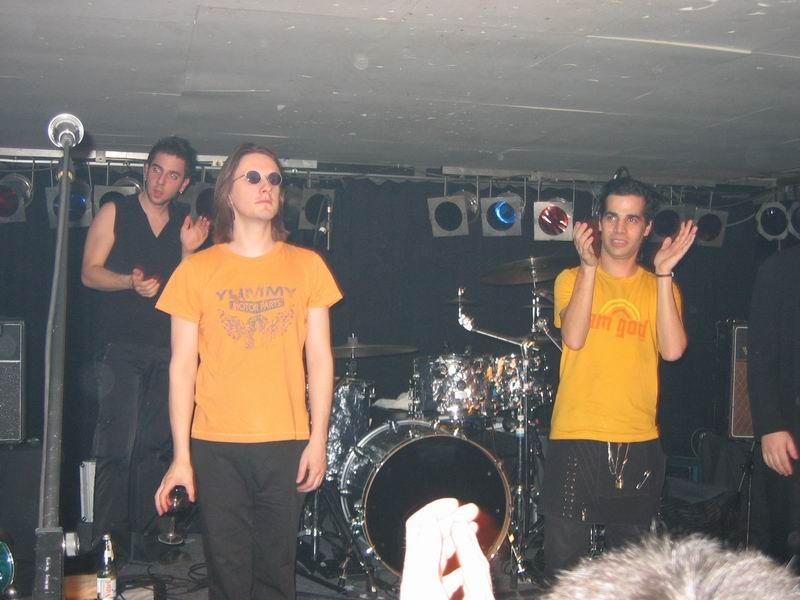
Wilson mit Aviv Geffen während der Blackfield-Europatournee 2004

### Coverversion
Zwischen 2003 und 2010 wurde eine Serie von sechs 2-Track-CD-Singles unter eigenem Namen veröffentlicht. Dabei beinhaltet jede CD eine Coverversion und einen Steven-Wilson-Originalsong. Die Auswahl der Coversongs ist sehr unterschiedlich; die CDs beinhalten Songs von ABBA, Alanis Morissette, Donovan, Momus, Prince und The Cure. Als finale CD-Single wurde Cover Version VI in einer limitierten Box mit leeren Plätzen für die vorherigen fünf Singles veröffentlicht.
Im Mai 2014 wurden alle zwölf Titel auf einer CD als Kompilation veröffentlicht.

### Insurgentes
Im November 2008 zuerst als limitierte Deluxe-Mailorder-Version verfügbar, veröffentlichte Wilson im Februar 2009 Insurgentes, das erste Album unter seinem eigenen Namen. Es ist benannt nach der Avenida de los Insurgentes, der längsten Hauptstraße von Mexiko-Stadt. Mit dem Namen Insurgentes (dt. Rebellen, Aufständische) spielt Wilson auf seine Art und Weise Musik zu machen und auf die Gestaltung seiner Karriere an. Wilson bezeichnet es als die bisher „experimentellste Song-basierte Musik“, die er gemacht hat. Als Haupteinflüsse nennt er Post-Punk Shoegazing (à la Joy Division und The Cure). Er bezeichnet es außerdem als sehr Drone- und Noise-orientiert.
2010 wurde der gleichnamige Film Insurgentes von Lasse Hoile veröffentlicht, der die Entstehungsgeschichte des Albums dokumentiert. Neben Wilson kommen auch Musiker wie Mikael Akerfeldt (Opeth) und Aviv Geffen (Blackfield) zu Wort.

### Grace for Drowning
Grace for Drowning ist der umfassende Titel zweier Soloalben, Deform to Form a Star und Like Dust I Have Cleared from My Eye, die am 26. September 2011 zusammen als Doppelalbum über das Independent-Label Kscope veröffentlicht wurden. Der organische Klang von Grace for Drowning wurde beeinflusst von Wilsons Tätigkeit als Tontechniker, da er während der Aufnahmen klassische Alben von King Crimson oder Jethro Tull remixte, die ihn inspirierten. Das Album zeigt zudem eine Abkehr Wilsons von der am Metal orientierten Musik auf Porcupine Trees letztem Album „The Incident“ hin zu jazzigem Artrock.
Im Zuge der Veröffentlichung von Grace for Drowning startete Steven Wilson seine erste Solotour. Mit Tourdaten im Oktober und November 2011 wurde auf den Konzerten Material von Grace for Drowning und Insurgentes gespielt. Das Line-up bestand aus Marco Minnemann (Schlagzeug), Nick Beggs (Bass/Chapman Stick), Aziz Ibrahim (Gitarre), Adam Holzman (Keyboards), Theo Travis (Flöte / Saxophon) und Steven Wilson (Gesang, Gitarren, Keyboards). Als Keyboarder war ursprünglich Gary Husband eingeplant, welcher aus gesundheitlichen Gründen zurücktreten musste.
Im April und Mai 2012 wurde die Grace-for-Drowing-Tour mit einigen Tourdaten in Europa und Südamerika in einem zweiten Lauf fortgesetzt. Als Gitarrist wurde Aziz Ibrahim im Line-up erst durch Niko Tsonev und später durch Guthrie Govan ersetzt.

### The Raven That Refused to Sing (And Other Stories)
Am 1. März 2013 wurde Wilsons drittes Soloalbum The Raven That Refused to Sing (And Other Stories), das in Los Angeles zusammen mit den Mitgliedern der Steven-Wilson-Liveband im September und Oktober 2012 aufgenommen wurde, veröffentlicht. Als Toningenieur wurde Alan Parsons engagiert.
Zwei Musik-Videos wurden dazu veröffentlicht, The Raven that Refused to Sing und Drive Home. Diese sind beide auf der im Oktober 2013 veröffentlichten EP Drive Home zu finden, mit der Wilson die Gelegenheit nutzte, unveröffentlichtes Material und Livemitschnitte von The Raven That Refused to Sing (And Other Stories) zu veröffentlichen.
Im März 2013 ging die Steven-Wilson-Liveband mit dem Album auf Europa-Tournee. Bis Ende November 2013 folgten weitere Konzertdaten in Europa sowie USA/Kanada, Mexiko, Südamerika, Australien, Großbritannien und Israel – darunter einige Sommerfestivals in Deutschland (Hurricane/Southside, Loreley), Österreich (Nova Rock) und Niederlande (Bospop, De boerderij). Aufgrund weiterer Terminverpflichtungen wurde Schlagzeuger Marco Minnemann für die US-Tourdaten durch Chad Wackerman (bekannt durch seine Zusammenarbeit mit Frank Zappa in den 80ern) ersetzt.

### Hand. Cannot. Erase.
Das vierte Soloalbum Hand. Cannot. Erase. ist am 27. Februar 2015 beim Independent-Label Kscope erschienen. Zum Album fand eine ausführliche Tournee durch Europa, Nord- und Mittelamerika sowie Australien statt, die bis in das Jahr 2016 andauerte. Musikalisch wurde Wilson mit dem Album deutlich elektronischer.
Im Oktober 2015 erschien Transience, eine Zusammenstellung älterer Stücke, die zunächst nur als Vinyl-LP zu kaufen war. Erst 2016 erschien das Album auch auf CD.
Am 22. Januar 2016 erschien die EP 4 ½, welches Songs aus der Zeit von The Raven That Refused to Sing (And Other Stories) sowie Hand. Cannot. Erase. umfasst bei dem Label Kscope. Der Finale Song ist ein Porcupine Tree Cover von Don't Hate Me gesungen als Duett mit Ninet Tayeb. Der Titel ist wörtlich zu nehmen als das Album zwischen Hand. Cannot. Erase. und dem, zu dem Zeitpunkt noch nicht fertiggestellten, Folgealbum.

### To the Bone
Im Dezember 2016 begannen die Aufnahmen zum Studioalbum To the Bone in London, wobei zuerst die Schlagzeug- und Bass-Spuren eingespielt wurden. Mitte Februar 2017 wurden die Aufnahmen abgeschlossen und am 26. Februar 2017 wurde mit dem Abmischen begonnen. Das Album erschien am 18. August 2017 beim Label Caroline International und stieg in der Folgewoche auf Platz 2 der deutschen Charts ein. Nach eigenen Angaben inspirierte sich Wilson bei dem Album an den Progressive Pop Alben seiner Kindheit. Als Beispiele nennt er: Peter Gabriels So, Kate Bushs Hounds of Love, Talk Talks Colour of Spring und Tears for Fears Seeds of Love.
Auf das Album folgte die To the Bone Tour welche im März 2019 nach 14 Monaten und 145 Konzerten in 33 Ländern beendet wurde. Hierbei wurde Wilson von Adam Holzman (Keyboards), Nick Beggs (Bass), Alex Hutchings (Gitarre), Craig Blundell (Drums) unterstützt. Am 12. September 2018 wurde ein Livealbum unter dem Namen Home Invasion: In Concert at the Royal Albert Hall angekündigt und am 2. November 2018 veröffentlicht. Das Album umfasst die Aufnahmen des letzten, von drei aufeinander folgenden, in der Royal Albert Hall stattgefundenen Konzerts im März 2018 sowie als Bonusmaterial weitere Aufnahmen während des Soundchecks.

### The Future Bites
Ursprünglich sollte das Studioalbum The Future Bites im Juni 2020 erscheinen. Geplant war ein umfangreicheres Konzept, das Design, Artwork, Videos und eine Tour umfasste. Wegen der COVID-19-Pandemie wurde der Veröffentlichungstermin auf den 29. Januar 2021 verschoben. Das Album wurde von David Kosten co-produziert und gemixt. Es erschien beim Label Caroline International. Am 22. März 2021 kündigte Wilson an, dass die The Future Bites Europa Tour (geplant ab September 2021) aufgrund der Unsicherheiten im Rahmen der COVID-19-Pandemie abgesagt wird. Im gleichen Zuge kündigte er an, an neuen Alben für 2022 bzw. 2023 zu arbeiten.

### The Harmony Codex
Am 29. September 2023 wurde das siebte Studioalbum The Harmony Codex beim Label Virgin Music herausgebracht. Er nahm das Album zuvor alleine in einem kleinen Studio in einer Garage im Norden Londons auf. Dabei bekam er Remote-Unterstützung von Freunden bzw. Langzeitpartnern wie Ninet Tayeb, Craig Blundell, und Adam Holzman sowie erstmals von Jack Dangers (Meat Beat Manifesto) und Sam Fogarino (Interpol).

### The Overview
Erstmals wurde das Nachfolgealbum nach The Harmony Codex am 22. Februar 2024 für Anfang 2025 angekündigt. Hierbei kündigte Wilson an, dass es zwei 20-minütige Songs werden. Das Konzeptalbum The Overview wurde am 14. März 2025 beim britischen Label Fiction Records (Teil der Universal Music Group) veröffentlicht. Kurz nach der Veröffentlichung belegte das Album Platz eins der Deutschen Rock- und Metalcharts. Das Konzept basiert auf dem Overview-Effekt und der Idee der Perspektive. Musikalisch schlug Wilson mit diesem Album wieder einen klassischeren Prog-Rock-Sound ein und war weniger elektronisch als in den Alben zuvor. Am 24. Juni 2024 gab Wilson seine erste Tour The Overview Tour 2025 seit der To the Bone Tour 2018 / 2019 für Mai bis Juni 2025 in der UK und Europa bekannt.

## Weitere musikalische Projekte

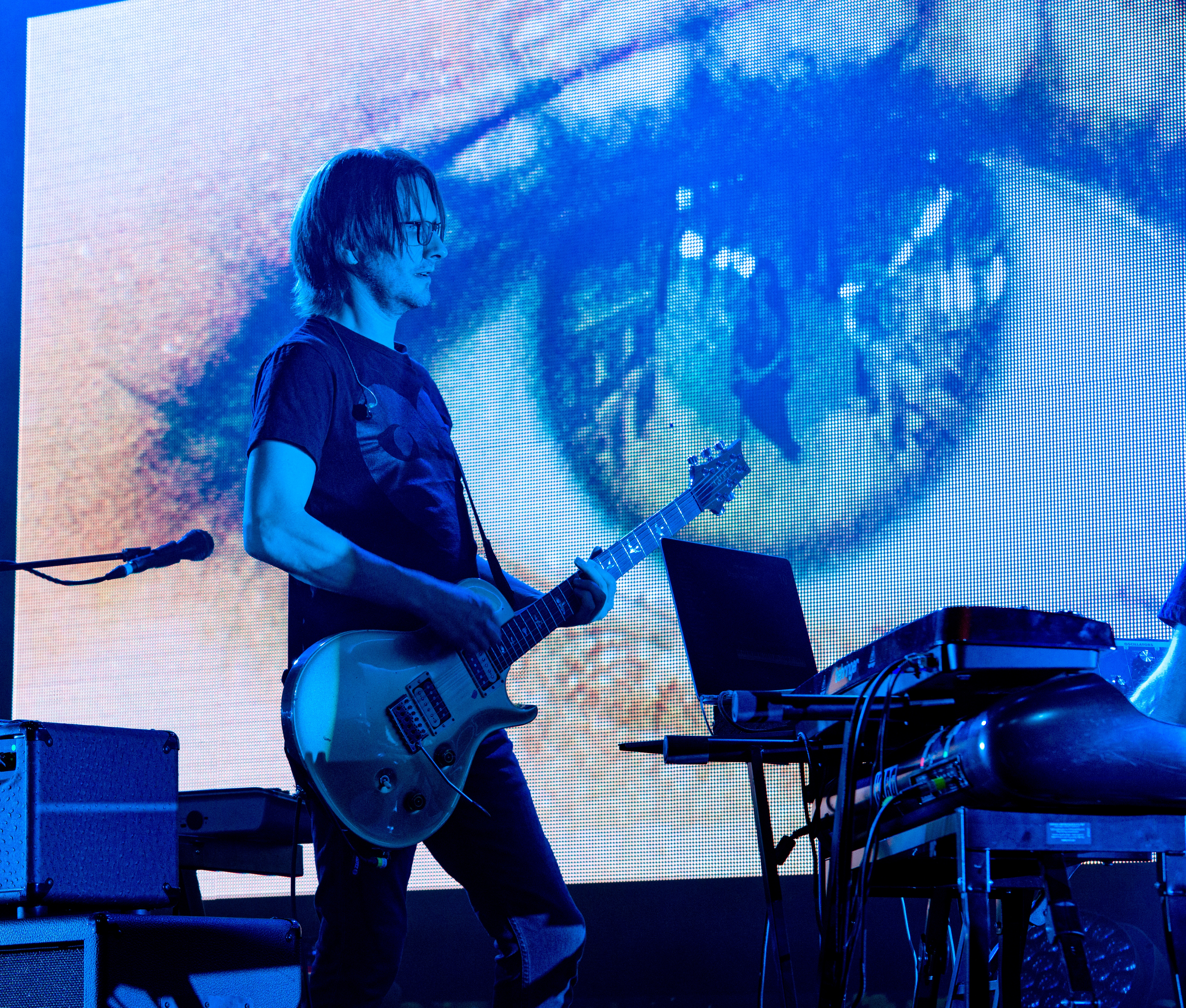
Wilson auf dem ZMF in Freiburg (2018)

Neben Porcupine Tree und seiner Solokarriere ist Wilson Teil vieler weiterer musikalischer Projekte; u. a. beschäftigt sich Steven Wilson mit elektronischer Musik und Field-Recording. Wenn man Genre-Bezeichnungen für die Projekte nennen sollte, wären es eventuell: Artrock (No-Man, Blackfield, I.E.M., Steven Wilson), Ambient/Drone (Bass Communion, Continuum, Steven Wilson), New Age (No-Man).
Als erstes Projekt zählt das 1987 gegründete No-Man. Zusammen mit Sänger Tim Bowness produziert Steven Wilson sehr durcharrangierte Musik, fast schon orchestral, unter Einflüssen von Jazz, zeitgenössischer Musik und experimenteller Popmusik. Es entstanden sechs Studioalben, zwei Live-Alben (zuletzt „Love and Endings“, 2012) und sechzehn Singles/EPs, die gute Kritiken erhielten. Mitte der 90er veröffentlichte Steven Wilson unter dem Namen I.E.M. ein Album mit Krautrock-Musik und Classic Rock. Weitere Veröffentlichungen folgten zu Beginn des 21. Jahrhunderts. Sie bekamen allerdings bisher keine große Aufmerksamkeit aufgrund der unpopulären musikalischen Ausrichtung der Songs. Das Projekt I.E.M. hat Wilson beendet.
Unter den Namen Bass Communion und Continuum veröffentlicht Wilson Ambient- und Drone-Musik aus eigener Feder, die stilistisch nicht zu den anderen Veröffentlichungen passt. Die ersten Alben veröffentlichte Wilson Ende der 90er Jahre. Seitdem gibt es regelmäßig weitere Veröffentlichungen, zuletzt erschien Cenotaph (2011). Sehr nahe am Stil von Porcupine Tree ist das Solo-Projekt unter eigenem Namen (siehe oben), dem Wilson aktuell seine Aufmerksamkeit widmet.
Als wohl am erfolgreichsten und populärsten neben Porcupine Tree dürfte man Blackfield bezeichnen. Bislang erschienen fünf Studioalben (zuletzt For the Music, 2020) und eine Live-DVD, die in Zusammenarbeit mit Aviv Geffen, einem israelischen Singer/Songwriter, entstanden und auf denen vornehmlich ruhige, melodische und kurze Songs zu hören sind.
Zudem gründete Wilson 2010 die Band Storm Corrosion mit dem befreundeten Opeth-Sänger Mikael Akerfeldt. Das selbstbetitelte Debütalbum des Duos erschien 2012.

## Ausgewählte Diskografie (Studioalben und EPs)

### Solo

#### Studioalben
| Jahr | Titel                                              | Höchstplatzierung, Gesamtwochen, AuszeichnungChartplatzierungen (Jahr, Titel, Platzierungen, Wochen, Auszeichnungen, Anmerkungen) | Höchstplatzierung, Gesamtwochen, AuszeichnungChartplatzierungen (Jahr, Titel, Platzierungen, Wochen, Auszeichnungen, Anmerkungen) | Höchstplatzierung, Gesamtwochen, AuszeichnungChartplatzierungen (Jahr, Titel, Platzierungen, Wochen, Auszeichnungen, Anmerkungen) | Höchstplatzierung, Gesamtwochen, AuszeichnungChartplatzierungen (Jahr, Titel, Platzierungen, Wochen, Auszeichnungen, Anmerkungen) | Höchstplatzierung, Gesamtwochen, AuszeichnungChartplatzierungen (Jahr, Titel, Platzierungen, Wochen, Auszeichnungen, Anmerkungen) | Anmerkungen                              |
| Jahr | Titel                                              | DE | AT | CH | UK | US | Anmerkungen                              |
| ---- | -------------------------------------------------- | --- | --- | --- | --- | --- | ---------------------------------------- |
| 2008 | Insurgentes                                        | DE81 (1 Wo.)DE | — | — | — | — | Erstveröffentlichung: 26. November 2008  |
| 2011 | Grace for Drowning                                 | DE22 (2 Wo.)DE | AT40 (1 Wo.)AT | CH54 (1 Wo.)CH | UK34 (1 Wo.)UK | US85 (1 Wo.)US | Erstveröffentlichung: 26. September 2011 |
| 2013 | The Raven That Refused to Sing (And Other Stories) | DE3 (4 Wo.)DE | AT23 (1 Wo.)AT | CH62 (5 Wo.)CH | UK28 (1 Wo.)UK | US57 (2 Wo.)US | Erstveröffentlichung: 25. Februar 2013   |
| 2015 | Hand. Cannot. Erase.                               | DE3 (6 Wo.)DE | AT12 (2 Wo.)AT | CH17 (3 Wo.)CH | UK13 (3 Wo.)UK | US39 (1 Wo.)US | Erstveröffentlichung: 27. Februar 2015   |
| 2017 | To the Bone                                        | DE2 (4 Wo.)DE | AT7 (4 Wo.)AT | CH4 (5 Wo.)CH | UK3 (3 Wo.)UK | US58 (1 Wo.)US | Erstveröffentlichung: 18. August 2017    |
| 2021 | The Future Bites                                   | DE3 (4 Wo.)DE | AT2 (1 Wo.)AT | CH3 (4 Wo.)CH | UK4 (1 Wo.)UK | US193 (1 Wo.)US | Erstveröffentlichung: 29. Januar 2021    |
| 2023 | The Harmony Codex                                  | DE3 (4 Wo.)DE | AT9 (2 Wo.)AT | CH5 (4 Wo.)CH | UK4 (1 Wo.)UK | — | Erstveröffentlichung: 29. September 2023 |
| 2025 | The Overview                                       | DE1 (2 Wo.)DE | AT3 (2 Wo.)AT | CH3 (2 Wo.)CH | UK3 (1 Wo.)UK | US139 (1 Wo.)US | Erstveröffentlichung: 14. März 2025      |

#### Livealben
| Jahr | Titel                                               | Höchstplatzierung, Gesamtwochen, AuszeichnungChartplatzierungen (Jahr, Titel, Platzierungen, Wochen, Auszeichnungen, Anmerkungen) | Höchstplatzierung, Gesamtwochen, AuszeichnungChartplatzierungen (Jahr, Titel, Platzierungen, Wochen, Auszeichnungen, Anmerkungen) | Höchstplatzierung, Gesamtwochen, AuszeichnungChartplatzierungen (Jahr, Titel, Platzierungen, Wochen, Auszeichnungen, Anmerkungen) | Höchstplatzierung, Gesamtwochen, AuszeichnungChartplatzierungen (Jahr, Titel, Platzierungen, Wochen, Auszeichnungen, Anmerkungen) | Höchstplatzierung, Gesamtwochen, AuszeichnungChartplatzierungen (Jahr, Titel, Platzierungen, Wochen, Auszeichnungen, Anmerkungen) | Anmerkungen                              |
| Jahr | Titel                                               | DE | AT | CH | UK | US | Anmerkungen                              |
| ---- | --------------------------------------------------- | --- | --- | --- | --- | --- | ---------------------------------------- |
| 2012 | Catalogue / Preserve / Amass                        | — | — | — | — | — | Erstveröffentlichung: 8. Februar 2012    |
| 2012 | Get All You Deserve                                 | DE52 (1 Wo.)DE | — | — | — | — | Erstveröffentlichung: 25. September 2012 |
| 2018 | Home Invasion – In Concert at the Royal Albert Hall | DE9 (6 Wo.)DE | — | — | — | — | Erstveröffentlichung: 2. November 2018   |

#### Kompilationen
| Jahr | Titel                              | Höchstplatzierung, Gesamtwochen, AuszeichnungChartplatzierungen (Jahr, Titel, Platzierungen, Wochen, Auszeichnungen, Anmerkungen) | Höchstplatzierung, Gesamtwochen, AuszeichnungChartplatzierungen (Jahr, Titel, Platzierungen, Wochen, Auszeichnungen, Anmerkungen) | Höchstplatzierung, Gesamtwochen, AuszeichnungChartplatzierungen (Jahr, Titel, Platzierungen, Wochen, Auszeichnungen, Anmerkungen) | Höchstplatzierung, Gesamtwochen, AuszeichnungChartplatzierungen (Jahr, Titel, Platzierungen, Wochen, Auszeichnungen, Anmerkungen) | Höchstplatzierung, Gesamtwochen, AuszeichnungChartplatzierungen (Jahr, Titel, Platzierungen, Wochen, Auszeichnungen, Anmerkungen) | Anmerkungen                              |
| Jahr | Titel                              | DE | AT | CH | UK | US | Anmerkungen                              |
| ---- | ---------------------------------- | --- | --- | --- | --- | --- | ---------------------------------------- |
| 2004 | Unreleased Electronic Music Vol. 1 | — | — | — | — | — | Erstveröffentlichung: April 2004         |
| 2010 | Tape Experiments 1985–86           | — | — | — | — | — | Erstveröffentlichung: 1. September 2010  |
| 2014 | Cover Version                      | DE37 (1 Wo.)DE | — | — | — | — | Erstveröffentlichung: 30. Juni 2014      |
| 2015 | Transience                         | DE52 (2 Wo.)DE | — | CH60 (1 Wo.)CH | UK59 (1 Wo.)UK | — | Erstveröffentlichung: 11. September 2015 |

#### Soundtracks
| Jahr | Titel                     | Höchstplatzierung, Gesamtwochen, AuszeichnungChartplatzierungen (Jahr, Titel, Platzierungen, Wochen, Auszeichnungen, Anmerkungen) | Höchstplatzierung, Gesamtwochen, AuszeichnungChartplatzierungen (Jahr, Titel, Platzierungen, Wochen, Auszeichnungen, Anmerkungen) | Höchstplatzierung, Gesamtwochen, AuszeichnungChartplatzierungen (Jahr, Titel, Platzierungen, Wochen, Auszeichnungen, Anmerkungen) | Höchstplatzierung, Gesamtwochen, AuszeichnungChartplatzierungen (Jahr, Titel, Platzierungen, Wochen, Auszeichnungen, Anmerkungen) | Höchstplatzierung, Gesamtwochen, AuszeichnungChartplatzierungen (Jahr, Titel, Platzierungen, Wochen, Auszeichnungen, Anmerkungen) | Anmerkungen                             |
| Jahr | Titel                     | DE | AT | CH | UK | US | Anmerkungen                             |
| ---- | ------------------------- | --- | --- | --- | --- | --- | --------------------------------------- |
| 2021 | Last Day of June (O.S.T.) | DE57 (1 Wo.)DE | — | — | — | — | Erstveröffentlichung: 19. November 2021 |

#### EPs
| Jahr | Titel                  | Höchstplatzierung, Gesamtwochen, AuszeichnungChartplatzierungen (Jahr, Titel, Platzierungen, Wochen, Auszeichnungen, Anmerkungen) | Höchstplatzierung, Gesamtwochen, AuszeichnungChartplatzierungen (Jahr, Titel, Platzierungen, Wochen, Auszeichnungen, Anmerkungen) | Höchstplatzierung, Gesamtwochen, AuszeichnungChartplatzierungen (Jahr, Titel, Platzierungen, Wochen, Auszeichnungen, Anmerkungen) | Höchstplatzierung, Gesamtwochen, AuszeichnungChartplatzierungen (Jahr, Titel, Platzierungen, Wochen, Auszeichnungen, Anmerkungen) | Höchstplatzierung, Gesamtwochen, AuszeichnungChartplatzierungen (Jahr, Titel, Platzierungen, Wochen, Auszeichnungen, Anmerkungen) | Anmerkungen                            |
| Jahr | Titel                  | DE | AT | CH | UK | US | Anmerkungen                            |
| ---- | ---------------------- | --- | --- | --- | --- | --- | -------------------------------------- |
| 2009 | NSRGNTS RMXS           | — | — | — | — | — | Erstveröffentlichung: 29. Juni 2009    |
| 2013 | Drive Home             | DE45 (1 Wo.)DE | — | — | UK68 (1 Wo.)UK | — | Erstveröffentlichung: 21. Oktober 2013 |
| 2016 | 4 ½                    | DE7 (2 Wo.)DE | AT17 (2 Wo.)AT | CH14 (2 Wo.)CH | UK21 (1 Wo.)UK | US114 (1 Wo.)US | Erstveröffentlichung: 22. Januar 2016  |
| 2020 | The B-Sides Collection | — | — | — | — | — | Erstveröffentlichung: 7. Dezember 2020 |

#### Videoalben
| Jahr | Titel                                              | Höchstplatzierung, Gesamtwochen, AuszeichnungChartplatzierungen (Jahr, Titel, Platzierungen, Wochen, Auszeichnungen, Anmerkungen) | Höchstplatzierung, Gesamtwochen, AuszeichnungChartplatzierungen (Jahr, Titel, Platzierungen, Wochen, Auszeichnungen, Anmerkungen) | Anmerkungen                              |
| Jahr | Titel                                              | CH | UK | Anmerkungen                              |
| ---- | -------------------------------------------------- | --- | --- | ---------------------------------------- |
| 2012 | Get All You Deserve                                | CH9 (1 Wo.)CH | — | Erstveröffentlichung: 25. September 2012 |
| 2013 | The Raven That Refused to Sing (And Other Stories) | CH7 (1 Wo.)CH | — | Erstveröffentlichung: 25. Februar 2013   |
| 2018 | Home Invasion: In Concert at the Royal Albert Hall | — | UK2 (35 Wo.)UK | Erstveröffentlichung: 2. November 2018   |

### Mit Porcupine Tree
- 1991: On the Sunday of Life...
- 1992: Voyage 34 (12"-Single)
- 1993: Up the Downstair
- 1994: Moonloop (EP)
- 1994: Staircase Infinities (EP)
- 1995: The Sky Moves Sideways
- 1996: Signify
- 1999: Stupid Dream
- 2000: Lightbulb Sun
- 2001: Recordings (Kompilation)
- 2002: In Absentia
- 2003: Futile (EP)
- 2005: Deadwing
- 2007: Fear of a Blank Planet
- 2007: Nil Recurring (EP)
- 2009: The Incident
- 2022: Closure / Continuation

### Mit Storm Corrosion
- 2012: Storm Corrosion

### Mit No-Man
- 1993: Loveblows & Lovecries – A Confession
- 1994: Flowermouth
- 1996: Wild Opera
- 2001: Returning Jesus
- 2003: Together We're Stranger
- 2008: Schoolyard Ghosts
- 2019: Love You to Bits

### Mit Blackfield
- 2004: Blackfield
- 2007: Blackfield II
- 2011: Welcome to My DNA
- 2013: IV
- 2017: V
- 2020: For the Music

### Als Bass Communion
- 1998: Bass Communion I
- 1999: Bass Communion II
- 2001: Bass Communion III
- 2004: Ghosts on Magnetic Tape
- 2005: Indicates Void
- 2006: Loss
- 2008: Pacific Codex
- 2008: Molotov and Haze
- 2011: Cenotaph
- 2017: Sisters Oregon
- 2024: The Itself of Itself

### Als Incredible Expanding Mindfuck
- 1996: I.E.M.
- 1999: An Escalator to Christmas
- 2001: Arcadia Son
- 2001: IEM Have Come for Your Children